# Romont (Friburgo)
Romont é uma comuna da Suíça, localizada no Cantão de Friburgo, com 4.528 habitantes, de acordo com o censo de 2010 . Estende-se por uma área de 10,90 km², de densidade populacional de 421 hab/km². Confina com as seguintes comunas: Billens-Hennens, Dompierre (VD), La Folliaz, Mézières, Prévonloup (VD), Sédeilles (VD), Siviriez, Villars-Bramard (VD), Villaz-Saint-Pierre.
A língua oficial nesta comuna é o francês.

## Idiomas
De acordo com o censo de 2000, a maioria da população fala francês (83,8%), sendo o português a segunda língua mais comum, com 6,2%.